# هاري جيمس باربر
هاري جيمس باربر هو سياسي كندي، ولد في 29 مارس 1875 في كاليدون في كندا، وتوفي في 11 فبراير 1959 في تشيليواك في كندا. نشط حزبياً في حزب كندا المحافظ. وقد انتخب عضو مجلس العموم الكندي.